# Catedral de San Juan Berchmans (Shreveport)
La Catedral de San Juan Berchmans  (en inglés: Cathedral of St. John Berchmans) es la iglesia catedral de la diócesis de Shreveport, en Shreveport, Luisiana, Estados Unidos. Es una de las ocho parroquias en el mundo dedicadas al jesuita de San Juan Berchmans.
La antigua iglesia parroquial tiene su origen en el año 1902, cuando un grupo de sacerdotes jesuitas llegó a Shreveport a establecer una nueva parroquia y una escuela secundaria para los niños. El primer rector de la parroquia fue el P. John F. O'Connor, S. J. En 1924, la construcción de una iglesia en general se estimó necesario para la creciente congregación. La piedra angular de la estructura se colocó el 31 de julio de 1927. La construcción fue terminada en junio de 1928, y la iglesia fue consagrada el 16 de enero de 1929. [
La iglesia fue designada concatedral de la diócesis de Alejandría-Shreveport en 1977.  Esa diócesis se dividió, sin embargo, el 23 de junio de 1986, con la creación de la Diócesis de Shreveport por parte del Papa Juan Pablo II. San Juan Berchmans se convirtió entonces en la iglesia catedral de la nueva diócesis.

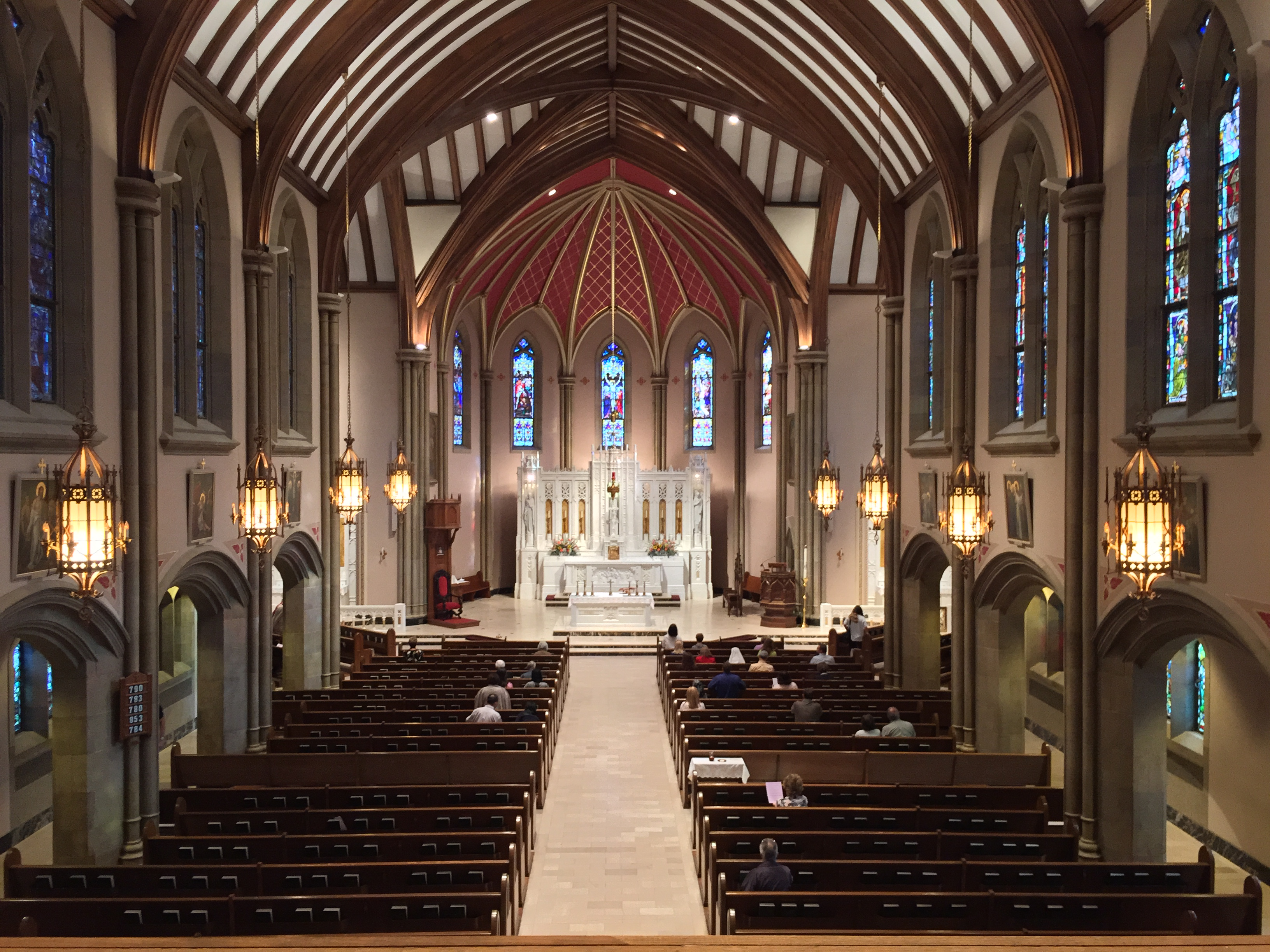
Vista interna